# 鬼詰のオメコ
『鬼詰のオメコ』（きつめのオメコ）は、トータル・メディア・エージェンシー（TMA）のアダルトビデオシリーズの一つ。COSCRAFTレーベルから発売。

## 概要

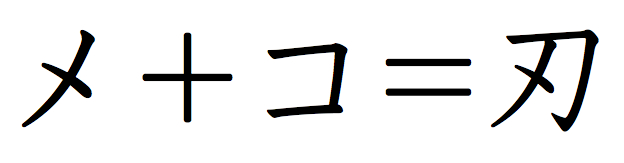
ロゴはカタカナのメとコを組み合わせて漢字の刃を表現している。

TMAの得意とするコスプレ・パロディ作品ととして発売。2019年11月22日に第一弾となる『鬼詰のオメコ 渚みつき』を発売。月刊FANZAでは「誠実なこだわりを感じさせ、パロディAV史上に残る完成度の一作」「元ネタへのリスペクトが半端ない」とレビューされた。週刊アサヒ芸能でも「コスプレの完成度はもちろん、鬼化する娘の演技（中略）、AVファン以外や海外からも好評を得た」と論評された。
アダルトビデオゆえにストーリー性は微々たるものであるが、バックボーン設定により兄妹もの、NTR作品の要素も含み、スローセックス展開など女性用AV的な内容も含んでいる。
2020年10月23日、シリーズ第2作目となる『鬼詰のオメコ 無限発射編』を発売。2021年6月30日、シリーズ第3作目で初のVR作品となる『鬼詰のオメコ 勃起機能回復編 永野いち夏』を発売。
製作社サイドではネタ元を明かしていないが、サイゾーウーマンなどのニュースサイトでは『鬼滅の刃』（集英社）のパロディ作品と言及している。また台湾のニュースサイト・娛樂星聞では『鬼滅之刃AV版』と紹介された。
フリーライターでAV男優歴もある松澤チョロは、本来毛嫌いしそうな原作ファンも（本作の作品リスペクト加減等から）ある程度理解を示している点、日本国内のファンだけでなく海外にも浸透しており、パロディ作品の中でも異質な位置にいることを指摘。一方でその状況を「ヒヤヒヤする」とも記述している。
主演女優の一人である渚みつきは、スタッフの愛がすごく、少しでもイメージが合わないと撮り直しとなり、心が折れそうにもなったという。一方で演技に向き合うきっかけにもなった作品だったと述べている。多くが竹を咥えた状態での演技となり、いつもより体を反らす、声のテンションを変えるなどで心理状態を表現した。特別な呼吸のクンニでないと人間に戻れないなど現場では大爆笑だったが、変な設定こそ本番は真剣に臨んだという。

## シリーズ
- 鬼詰のオメコ 渚みつき（2019年11月22日、TMA）：第1作
- 鬼詰のオメコ 無限発射編（2020年10月23日、TMA）：第2作
- 【VR】鬼詰のオメコ 勃起機能回復編 永野いち夏（2021年06月30日、TMAVR）：第3作
- 鬼詰のオメコ 総集編（2021年10月22日、TMA）
- 【VR】鬼詰のオメコ-二人称主観・鬼詰隊兄妹外伝- 渚みつき（2021年10月29日、TMAVR）：第4作[7]

## 登場人物
ナズ
演 ‐ 渚みつき
第3作を除く全作に出演。
豚治郎（トンジ）
演 ‐ 芦田賢弥
全作に出演。
胡蝶しのび
演 ‐ 阿部乃みく
第2作に出演。
胡蝶かりえ
演 ‐ 紺野ひかる
第2作に出演。
安露路
演 ‐ 田中ねね
第2作に出演。
カナタ
演 ‐ 永野いち夏
第3作に出演。
真羅黒
演 ‐ ?
第2作に出演。
淫夢
演 ‐ ニック
第2作に出演。
股之助
演 ‐ ニック
第2作に出演。
前立
演 ‐ ?
第4作に出演。
鬼殺隊（おにごろしたい）
演 ‐ 野島誠
第1作に出演。